# Софія Гольштейн-Готторпська
Софія Гольштейн-Готторпська (дан. Sophie af Holsten-Gottorp, 1 червня 1569 — 14 листопада 1634) — принцеса Гольштейн-Готторпу, донька герцога Гольштейн-Готторпського Адольфа та Крістіни Гессенської, дружина герцога Мекленбург-Шверінського Йоганна VII.
Фактична правителька Мекленбург-Шверінського герцогства у 1603—1608 роках.

## Біографія
Народилась 1 червня 1569 року у Готторпі. Була другою дитиною та першою донькою в родині герцога Гольштейн-Готторпу Адольфа та його дружини Крістіни Гессенської. Мала старшого брата Фредеріка. Згодом сімейство поповнилося сімома молодшими дітьми.
Батько був третім сином короля Данії та Норвегії Фредеріка I. У 1544 році він із братами поділив територію герцогств Шлезвіг та Гольштейн на три частини так, щоб вони приносили приблизно однаковий прибуток, й вибрав частину із замком Готторп. Пішов з життя, коли Софії виповнилося 17 років. Матір більше не одружувалася.
Наступним герцогом Гольштейн-Готторпу став брат Софії, Фредерік, проте за вісім місяців він також помер, не залишивши нащадків. Йому успадкував молодший брат Філіп, при якому матір виконувала функції регента.
У 18 років принцеса була видана заміж за 29-річного герцога Мекленбург-Шверіну Йоганна VII. Весілля відбулося 17 лютого 1588 у Райнбеку. У подружжя народилося троє дітей.
Мешкала родина у дуже скрутних умовах. Уся жіноча половина сім'ї отримувала всього 400 флоринів на рік. Йоганн, мало пристосований до вирішення державних справ, маючи великі борги та територіальні суперечки із дядьком Крістофером, покінчив життя самогубством за чотири роки після весілля.
Софія переїхала до своєї удовиної резиденції в Любці, де мешкала до 1603 року. Своїми амтами Рена та Віттенбург, які скаладали її удовину долю, вона керувала розважливо, економно й уважно. Вела точний щоденник, до якого записувалися рахунки за її молочні продукти, збір врожаю капусти, збір смородини, розкрій білизни тощо. Мала лише двох помічників.

Губернатори герцога Ульріха, який узяв на себе регентство при малолітньому Адольфові Фрідріхові, натомість, сприяли занепаду країни. Тож наступний регент Карл Мекленбурзький, після смерті Ульріха, запросив Софію керувати Мекленбург-Шверіном від імені її неповнолітніх синів. Герцогиня активно працювала над поліпшенням ситуації. Синів вона намагалася виростити благочестивими християнами. У 1604 році відправила їх до Лейпцизького університету, а згодом — у турне Європою.

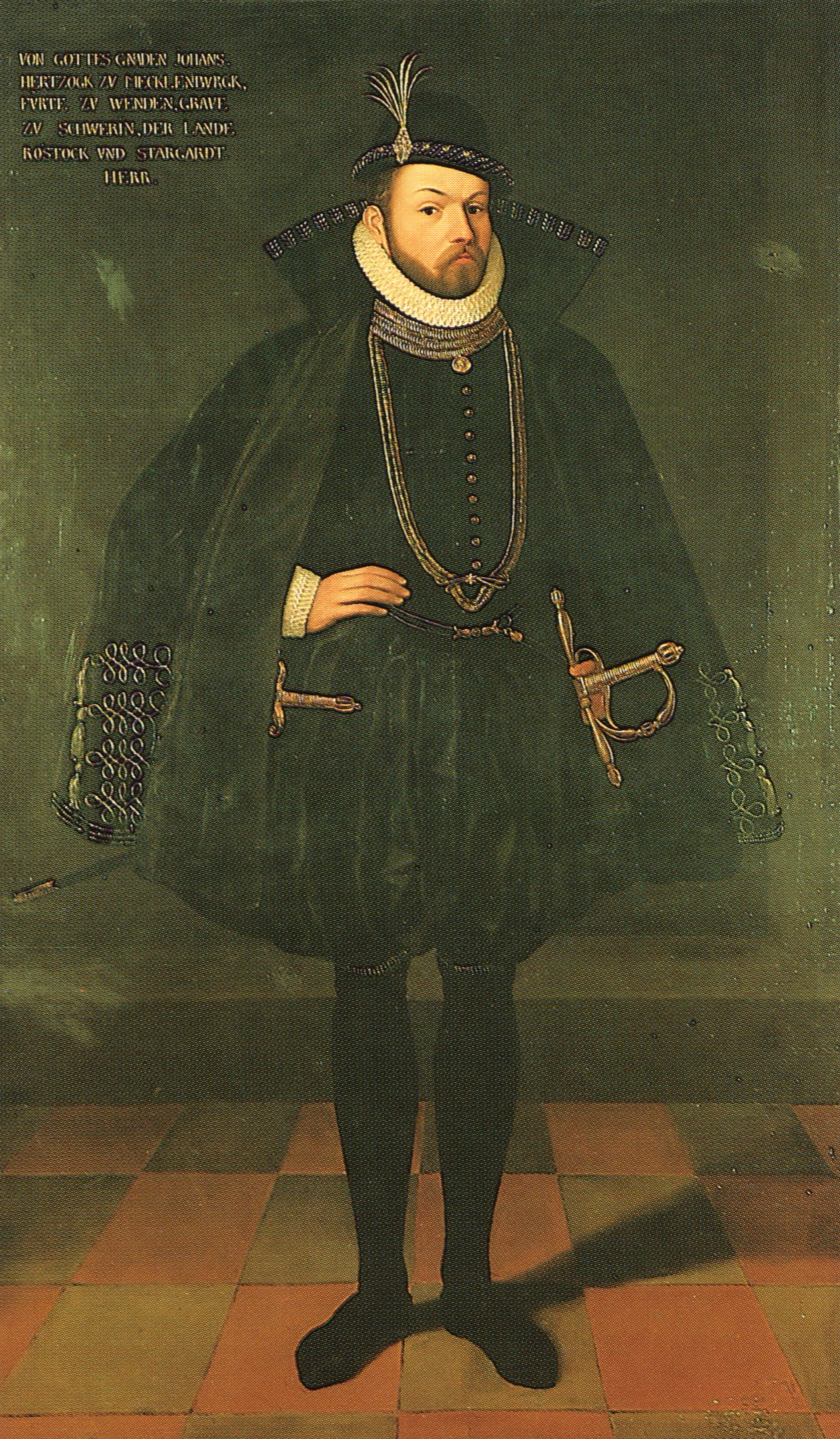
Портрет Йоганна VII пензля Теодора Фішера

У 1608 році Карл запропонував імператору оголосити Адольфа Фрідріха повнолітнім. Сини незабаром відсторонилися від Софії, роками уникаючи зустрічей із нею. При них продовжилося економічне розкладання країни. Жінка повернулася до Любцу, де продовжила спокійно та невпинно працювати, й навіть побудувала металургійний завод.
В час навали Валленштейна, коли її сини були позбавлені престолів, самій герцогині гарантувалася беспека в її резиденції. У 1633 році, на знак подяки за повернення синів із заслання, вона відкрила заклад для нужденних удів, який згодом був названий на її честь Sophienstift.
Померла 14 листопада 1634 року. Була без усякої пишності похована у міській церкві Любцу. 27 січня 1632 року, як вступ до свого заповіту, написала автобіографію. Своїм дітям залишила чималі заощадження.
Державний архіваріус Мекленбург-Шверіну Фрідріх Ліш писав, що герцогиня часто була «єдиною опорою хиткого дому».

## Родина
Чоловік —  Йоганн VII
Діти:
- Адольф Фрідріх (1588—1658) — герцог Мекленбург-Шверіну у 1592—1628 та 1631—1658 роках, був двічі одруженим, мав численних нащадків від обох шлюбів;
- Йоганн Альбрехт (1590—1636) — герцог Мекленбург-Гюстрову у 1610—1628 та 1631—1636 роках, був тричі одруженим, мав дев'ятеро дітей;
- Анна Софія (1591—1648) — одружена не була, дітей не мала.